# Rougegorge étoilé
Pogonocichla stellata
Genre
Espèce
Statut de conservation UICN

 LC  : Préoccupation mineure
Le Rougegorge étoilé (Pogonocichla stellata) est une espèce de passereau appartenant à la famille des Muscicapidae. C'est la seule espèce du genre Pogonocichla.

## Répartition et sous-espèces
Selon la classification de référence du Congrès ornithologique international (14.2, 2024) il se répartit en dix sous-espèces :
- Pogonocichla stellata pallidiflava Cunningham-van Someren & Schifter, 1981 — monts Imatong ;
- Pogonocichla stellata intensa Sharpe, 1901 — Kenya et nord de la Tanzanie ;
- Pogonocichla stellata ruwenzorii (Ogilvie-Grant, 1906) — forêts d'altitude du rift Albertin ;
- Pogonocichla stellata elgonensis (Ogilvie-Grant, 1911) — mont Elgon ;
- Pogonocichla stellata guttifer (Reichenow & Neumann, 1895) — mont Kilimandjaro ;
- Pogonocichla stellata macarthuri Someren, 1939 — Chyulu Hills ;
- Pogonocichla stellata helleri Mearns, 1913 — monts Taita ;
- Pogonocichla stellata orientalis (Fischer & Reichenow, 1884) — Tanzanie, Malawi et nord du Mozambique ;
- Pogonocichla stellata transvaalensis (Roberts, 1912) — plateau de Manica et nord-est de l'Afrique du Sud ;
- Pogonocichla stellata stellata (Vieillot, 1818 — Afrique du Sud.